# Dylan Bruce
Dylan Bruce es un actor y modelo canadiense (nacido el 21 de abril de 1980 en Vancouver, Columbia Británica), conocido por haber interpretado a Chris Hughes en As the World Turns, a Paul Dierden en Orphan Black y a Adam Doner en Arrow.

## Biografía
Bruce nació el 21 de abril de 1980 en Vancouver, Columbia Británica pero se crio en Boundary Bay. Asistió a la Universidad de Washington en Seattle, Washington, donde obtuvo una licenciatura en Arte dramático y Economía antes de mudarse a Los Ángeles, California.

### Carrera
Bruce debutó en 2005 como el agente Martin Kail, miembro de la Unidad Antiterrorista en 24: Conspiracy. 
Ese mismo año apareció como estrella invitada durante dos episodios en el serial televisivo de la NBC Passions e interpretó a un mesero en la serie de televisión Joey. 
En 2006 apareció en Los Soprano y en la serie de televisión de telerrealidad Breaking Up with Shannen Doherty. Apareció como Anthony, el secretario de Sam Marquez (Vanessa Marcil) en Las Vegas en 2007.
Su primera gran oportunidad llegó en 2007 cuando obtuvo el personaje de Chris Hughes en el serial televisivo de la CBS As the World Turns, sucediendo a Bailey Chase. En 2010 protagonizó la serie web The Bay como Brian Nelson. Ese mismo año debutó en la gran pantalla en la película Unstoppable junto a Denzel Washington y Chris Pine. En 2011, Bruce protagonizó la película original de Hallmark Channel Love's Christmas Journey. En 2012 obtuvo el papel de Mark Hanson en la película de suspenso de Lifetime Willed to Kill.
En 2013 Bruce coprotagonizó la serie de televisión de Space y BBC America Orphan Black, donde interpretó a Paul Dierden.
El 2 de agosto del mismo año fue elegido para interpretar a Adam Donner en la segunda temporada de Arrow. También interpretó a Bart Winslow en la adaptación de Flores en el ático, novela escrita por  V. C. Andrews. El 18 de febrero confirmó que volvería a interpretar a dicho personaje en la secuela llamada Pétalos al viento. En mayo de 2015 se anunció que Dylan aparecería como recurrente en la serie Heroes Reborn donde interpreta a James Dearing.
En febrero de 2016 se anunció que se había unido al elenco principal de la serie Midnight, Texas donde dará vida a Bobo Winthrop.

## Filmografía
| Cine       | Cine                             | Cine                      | Cine                     |
| Año        | Película                         | Rol                       | Notas                    |
| ---------- | -------------------------------- | ------------------------- | ------------------------ |
| 2010       | Unstoppable                      | Michael Colson            |                          |
| 2016       | First Round Down                 | Tim Tucker                |                          |
| Televisión |                                  |                           |                          |
| Año        | Título                           | Rol                       | Notas                    |
| 2005       | 24: Conspiracy                   | Martin Kail               | Miniserie, 23 episodios  |
| 2005       | Passions                         | El chico perfecto de Edna | 2 episodios              |
| 2005       | Joey                             | Mesero                    | 2 episodios              |
| 2006       | Los Soprano                      | Portero                   | 1 episodio               |
| 2006       | Breaking Up with Shannen Doherty | Novio de Shannen Doherty  | 1 episodio               |
| 2007       | Las Vegas                        | Anthony                   | 1 episodio               |
| 2007       | CSI: NY                          | Hombre joven              | 1 episodio               |
| 2007-2008  | As the World Turns               | Chris Hughes              |                          |
| 2010-2012  | The Bay                          | Brian Nelson              | Serie web, 22 episodios  |
| 2011       | Love's Christmas Journey         | Michael                   | Película para televisión |
| 2011       | NCIS                             | Justin Fanniker           | 1 episodio               |
| 2012       | Willed to Kill                   | Mark Hanson               | Película para televisión |
| 2013-2017  | Orphan Black                     | Paul Dierden              | Elenco principal         |
| 2013-2014  | Arrow                            | Adam Donner               | Personaje recurrente     |
| 2014       | Flores en el ático               | Bart Winslow              | Película para televisión |
| 2014       | Pétalos al viento                | Bart Winslow              | Película para televisión |
| 2014       | Matador                          | Gabriel                   | 1 episodio               |
| 2015       | A Novel Romance                  | Liam                      | Película para televisión |
| 2015       | Héroes: Reborn                   | James Dearing             | Personaje recurrente     |